# Molidae
I Molidi o ortagorischi (Molidae Bonaparte, 1835) sono una famiglia di grossi pesci d'acqua salata, appartenenti all'ordine dei Tetraodontiformes.

## Tassonomia
La famiglia comprende 3 generi e 5 specie:
- Genere Masturus Gill, 1884
  - Masturus lanceolatus (Liénard, 1840)

- Genere Mola Koelreuter, 1766
  - Mola mola (Linnaeus, 1758)
  - Mola alexandrini  (Ranzani, 1839)
  - Mola tecta Nyegaard, Sawai, Gemmell, Gillum, Loneragan, Yamanoue & Stewart, 2017

- Genere Ranzania Nardo, 1840
  - Ranzania laevis (Pennant, 1776)